# Elli Müller Osborne
Elli Rhiannon Müller Osborne, (ibland enbart Elli Osborne) född 28 februari 2001 i Nordstrand i Oslo, är en norsk skådespelare.
Elli Müller Osborne slog igenom som skådespelare när spelade Emilie i filmen Utøya 22 juli. I filmen Psychobitch spelade hon Frida Valstein, en av huvudrollerna. I Anne Holt-deckaren Blindspår spelar hon rollen som Nora.

## Filmografi (i urval)
- 2018 – Utøya 22 juli
- 2019 – Psychobitch
- 2025 – Blindspår (TV-serie)
- 2025 – Rekviem for Selina (TV-serie)